# 茅成
茅 成（ぼう せい、? - 1366年）は、元末の軍人。定遠（現在の安徽省定遠県）の人。朱元璋に仕えて、彼の勢力拡大に貢献した。

## 生涯
自ら望み、和州で朱元璋軍に従軍し、常遇春麾下に配された。太平を攻略し、万戸を授けられた。常州、寧国攻略に参加し、総管に進んだ。衢州を攻略し、副元帥の位を授けられた。金華を守り、太平興国翼元帥に進んだ。安慶攻略に参加し、安豊救援にあたった。
1363年、鄱陽湖の戦いに参加し、武昌を攻略して武徳衛千戸を授けられた。指揮副使に進んだ。贛州、安陸、襄陽、泰州攻略に功績を上げた。
1366年、徐達に従い、平江を攻めて張士誠軍の軍船を焼き払った。徐達が婁門を攻め、張士誠軍も出撃して戦いとなった。茅成は張士誠軍を破った。勢いに乗り、城の外郭に突入した際、叉に当たって、亡くなった。東海郡公を贈られ、功臣廟に祀られた。